# Colibrí inca de Vilcabamba
El colibrí inca de Vilcabamba (Coeligena eisenmanni) és una espècie d'ocell de la família dels troquílids (Trochilidae) que habita el sud del Perú.

Considerat una subespècie de Coeligena torquata per diversos autors.